# Sayama
Sayama (jap. 狭山市 Sayama-shi) – miasto w Japonii, na wyspie Honsiu, w prefekturze Saitama. Ma powierzchnię 48,99 km². W 2020 r. mieszkało w nim 148 712 osób, w 63 553 gospodarstwach domowych  (w 2010 r. 155 738 osób, w 61 032 gospodarstwach domowych).

## Położenie
Miasto  leży w południowej części prefektury, graniczy z miastami:
- Iruma
- Kawagoe
- Tokorozawa
- Hannō

## Przemysł
W mieście rozwinął się przemysł chemiczny, spożywczy oraz turystyka.

## Miasta partnerskie
- Chiny: Hangzhou
- Stany Zjednoczone: Worthington